# الحمام (شرس)

تعديل مصدري - تعديل

الحمام هي إحدى قرى عزلة شرس الاعلى بمديرية شرس التابعة لمحافظة حجة، بلغ تعداد سكانها 70 نسمة حسب تعداد اليمن لعام 2004.